# Liste der Kulturgüter in Boltigen
Die Liste der Kulturgüter in Boltigen enthält alle Objekte in der Gemeinde Boltigen im Kanton Bern, die gemäss der Haager Konvention zum Schutz von Kulturgut bei bewaffneten Konflikten, dem Bundesgesetz vom 20. Juni 2014 über den Schutz der Kulturgüter bei bewaffneten Konflikten sowie der Verordnung vom 29. Oktober 2014 über den Schutz der Kulturgüter bei bewaffneten Konflikten unter Schutz stehen.
Objekte der Kategorien A und B sind vollständig in der Liste enthalten, Objekte der Kategorie C fehlen zurzeit (Stand: 27. Januar 2024). Unter übrige Baudenkmäler sind geschützte Objekte zu finden, die im Bauinventar des Kantons Bern als «schützenswert» verzeichnet sind.

## Kulturgüter
| Foto |                                                                  | Objekt                                | Kat. | Typ | Standort                          | Beschreibung |
| ---- | ---------------------------------------------------------------- | ------------------------------------- | ---- | --- | --------------------------------- | --- |
| ja   | Datei hochladen · Wikidata zu Bauernhaus (Q19362539)             | Bauernhaus KGS-Nr.: 09202             | A    | G   | Adlemsried 85, 86 596824 / 165321 | 1655 erbautes, für damalige Verhältnisse ausserordentlich stattliches Bauernhaus mit traufseitig jüngeren Anbauten. Die Fassade wird von fünf streng begrenzten Frieszonen gegliedert, während Verkämmungen das Mittelfeld wie ein Risalit erscheinen lassen. Zum reichen Schnitzwerk gehören Menschenmasken unter den zwanzig Fratzenkonsolen, gemalte Ornamentscheiben und Tiere. |
| ja   | Datei hochladen · Wikidata zu Ranggiloch (Q19362541)             | Ranggiloch KGS-Nr.: 09555             | A    | F   | 592359 / 164946                   | Neben dem Schnurenloch bei Oberwil und der Chilchlihöhle bei Erlenbach birgt dieser altsteinzeitliche Abri die ältesten Spuren menschlicher Besiedlung im Kanton Bern. |
| ja   | Datei hochladen · Wikidata zu Bauernhaus Weissenbach (Q19362540) | Bauernhaus Weissenbach KGS-Nr.: 09770 | A    | G   | Weissenbach 543 595107 / 161700   | 1705 erbautes und 1737 erweitertes Bauernhaus. Beeindruckender, gestelzt wirkender Bau regionaltypisch gemischter Konstruktion. Streng symmetrischer Aufriss mit reichen, plastisch wirkenden Schnitzereien und äusserst dichtem Maldekor, die zu einer homogen wirkenden Schmuckfläche verschmelzen. Einzigartig ist der zweigeschossige Sockel.                                   |
| ja   | Datei hochladen · Wikidata zu Reformierte Kirche (Q29651861)     | Reformierte Kirche KGS-Nr.: 00803     | B    | G   | Dorf 233 596603 / 164350          | Mittelalterliches, ehemals St. Mauritius geweihtes reformiertes Kirchengebäude. 1840 nach einem Brand mit neuer Innenausstattung wieder hergestellt, 1910 mit Chorfenstern von Rudolf Münger ergänzt. Längsrechteckiges, etwas gedrungen wirkendes Kirchenschiff unter leicht geknicktem Satteldach. Über dem Chor kräftiger Turm mit Spitzhelm.                                    |
| BW   | Datei hochladen · Wikidata zu Ehemaliges Kurhaus (Q112964859)    | Ehemaliges Kurhaus KGS-Nr.: 16774     | B    | G   | Adlemsried 91 596776 / 165271     | Das ehemalige Kurhaus von 1896 wird heute als Wohnhaus genutzt. |

## Übrige Baudenkmäler
Hinweis: Anstelle der KGS-Nummer wird als Objekt-Identifikator (ID) die Grundstücksnummer verwendet.
| ID         | Foto |                                                                 | Objekt                                   | Typ | Standort                             | Beschreibung                                               |
| ---------- | ---- | --------------------------------------------------------------- | ---------------------------------------- | --- | ------------------------------------ | ---------------------------------------------------------- |
| 4          | BW   | Datei hochladen                                                 | Wohnhaus (1697)                          | G   | Dorf 225 596384 / 164266             |                                                            |
| 10         | BW   | Datei hochladen                                                 | Restaurant Bergmann (1658)               | G   | Reidenbach 281, 281a 595379 / 163542 |                                                            |
| 26         | BW   | Datei hochladen                                                 | Wohnhaus (1896)                          | G   | Hohlenweg 243 596299 / 164258        |                                                            |
| 86         | ja   | Datei hochladen · Wikidata zu Simmebrücke Garstatt (Q112965627) | Garstattbrücke über die Simme (1939/40)  | G   | Garstatt N.N.3 595150 / 160192       | Betonbrücke über die Simme von 1939/40 von Robert Maillart |
| 88         | BW   | Datei hochladen                                                 | Ehemaliges Pfarrhaus (1736–1738)         | G   | Dorf 232 596546 / 164339             |                                                            |
| 98         | BW   | Datei hochladen                                                 | Hotel Bären (um 1850)                    | G   | Dorf 214 596411 / 164247             |                                                            |
| 144        | BW   | Datei hochladen                                                 | Bauernhaus (1. Hälfte 18. Jh.)           | G   | Eschi 494 595050 / 162035            |                                                            |
| 145        | BW   | Datei hochladen                                                 | Bauernhaus (16. Jh.)                     | G   | Eschi 475 595047 / 162318            |                                                            |
| 217        | BW   | Datei hochladen                                                 | Bauernhaus (um 1790)                     | G   | Sommerau 698 593670 / 160457         |                                                            |
| 217        | BW   | Datei hochladen                                                 | Käsespeicher (1839)                      | G   | Sommerau 698c 593683 / 160401        |                                                            |
| 237        | BW   | Datei hochladen                                                 | Bauernhaus (16./17. Jh.)                 | G   | Zyl 417 594584 / 163658              |                                                            |
| 259        | BW   | Datei hochladen                                                 | Bauernhaus (um 1800)                     | G   | Weissenbach 531 595179 / 161897      |                                                            |
| 333        | BW   | Datei hochladen                                                 | Getreidespeicher (1605)                  | G   | Taubental 120a 595941 / 164705       |                                                            |
| 339        | BW   | Datei hochladen                                                 | Bauernhaus (1655)                        | G   | Eschi 481 595086 / 162220            |                                                            |
| 344        | BW   | Datei hochladen                                                 | Bauernhaus (1. Hälfte 17. Jh.)           | G   | Weissenbach 552 595039 / 161678      |                                                            |
| 378        | BW   | Datei hochladen                                                 | Wohnhaus (1892)                          | G   | Hohlenweg 256 596277 / 164248        |                                                            |
| 446        | BW   | Datei hochladen                                                 | Villa Lichtenhahn (um 1830)              | G   | Dorf 226 596405 / 164272             |                                                            |
| 480        | BW   | Datei hochladen                                                 | Bauernhaus (1752)                        | G   | Eschi 480 595113 / 162239            |                                                            |
| 493        | BW   | Datei hochladen                                                 | Bauernhaus (1615)                        | G   | Beret 815 594455 / 158865            |                                                            |
| 500        | BW   | Datei hochladen                                                 | Bauernhaus (1744)                        | G   | Huetenmatt 135 597214 / 165057       |                                                            |
| 507        | BW   | Datei hochladen                                                 | Wohnhaus mit Stall (1892–1895)           | G   | Bälliz 208 596432 / 164218           |                                                            |
| 522        | BW   | Datei hochladen                                                 | Bauernhaus (1586)                        | G   | Garfen 320 595321 / 163063           |                                                            |
| 525        | BW   | Datei hochladen                                                 | Wintergut (18./19. Jh.)                  | G   | Hus-Stocki 703 593602 / 161248       |                                                            |
| 528; 622   | BW   | Datei hochladen                                                 | Bauernhaus (1607)                        | G   | Allmi 304, 305 595389 / 163296       |                                                            |
| 557        | BW   | Datei hochladen                                                 | Bauernhaus (1. Hälfte 17. Jh.)           | G   | Eschi 484 595034 / 162207            |                                                            |
| 580        | BW   | Datei hochladen                                                 | Bauernhaus (16./17. Jh.)                 | G   | Weissenbach 538 595131 / 161777      |                                                            |
| 602        | BW   | Datei hochladen                                                 | Bauernhaus (1745)                        | G   | Eichstalden 46 597609 / 165518       |                                                            |
| 631; 985   | BW   | Datei hochladen                                                 | Bauernhaus (1. Hälfte 17. Jh.)           | G   | Reidenbach 291, 292 595254 / 163472  |                                                            |
| 646; 1303  | BW   | Datei hochladen                                                 | Brunnenhaus (1786)                       | G   | Brunnenhaus 436, 437 594398 / 163695 |                                                            |
| 668        | BW   | Datei hochladen                                                 | Bauernhaus (um 1790)                     | G   | Littisbach 668 594901 / 160324       |                                                            |
| 674        | BW   | Datei hochladen                                                 | Bauernhaus (1641)                        | G   | Weissenbach 539 595114 / 161763      |                                                            |
| 753        | BW   | Datei hochladen                                                 | Bauernhaus (1677)                        | G   | Unterbächen 781 594922 / 159802      |                                                            |
| 783        | BW   | Datei hochladen                                                 | Bauernhaus (16./19. Jh.)                 | G   | An der Matte 23 597574 / 165038      |                                                            |
| 815        | BW   | Datei hochladen                                                 | Bauernhaus (1683)                        | G   | Eschi 476 595019 / 162305            |                                                            |
| 820; 824   | BW   | Datei hochladen                                                 | Doppelhaus (1898)                        | G   | Adlemsried 96, 96a 596731 / 165218   |                                                            |
| 840        | BW   | Datei hochladen                                                 | Bauernhaus (1662)                        | G   | Unterbächen 774 594890 / 159975      |                                                            |
| 894        | BW   | Datei hochladen                                                 | Bauernhaus (1645)                        | G   | Schwarzenmatt 378 594702 / 163566    |                                                            |
| 934        | BW   | Datei hochladen                                                 | Bauernhaus (1772)                        | G   | Eichstalden 27 597717 / 165519       |                                                            |
| 970; 1143  | BW   | Datei hochladen                                                 | Bauernhaus (1690)                        | G   | Taubental 115, 116 595980 / 164764   |                                                            |
| 1003       | BW   | Datei hochladen                                                 | Bauernhaus (17./18. Jh.)                 | G   | Eschi 468 595077 / 162366            |                                                            |
| 1008       | BW   | Datei hochladen                                                 | Bauernhaus (1792)                        | G   | Unterbächen 779 594968 / 159822      |                                                            |
| 1099       | BW   | Datei hochladen                                                 | Wohnhaus (1900)                          | G   | Dorf 224 596366 / 164239             |                                                            |
| 1108       | BW   | Datei hochladen                                                 | Scheune (1910)                           | G   | Dorf 192b 596148 / 164035            |                                                            |
| 1141       | BW   | Datei hochladen                                                 | Bauernhaus (17. und 19. Jh.)             | G   | Reidenbach 308 595196 / 163372       |                                                            |
| 1190       | BW   | Datei hochladen                                                 | Ehemaliges Schulhaus (1. Hälfte 19. Jh.) | G   | Weissenbach 533 595173 / 161819      |                                                            |
| 1240       | BW   | Datei hochladen                                                 | Bauernhaus (um 1700)                     | G   | Stützli 574 595099 / 161578          |                                                            |
| 1285       | BW   | Datei hochladen                                                 | Hotel Simmental (1758/59)                | G   | Dorf 219 596270 / 164197             |                                                            |
| 1326       | BW   | Datei hochladen                                                 | Bauernhaus (um 1790)                     | G   | Ruhren 739 593166 / 159543           |                                                            |
| 1360; 1362 | BW   | Datei hochladen                                                 | Grosshaus (frühes 19. Jh.)               | G   | Dorf 227, 228 596447 / 164291        |                                                            |
| 1496       | BW   | Datei hochladen                                                 | Ehemaliges Schulhaus (1848)              | G   | Schwarzenmatt 402 594887 / 163548    |                                                            |
| 1533       | BW   | Datei hochladen                                                 | Kurhaus / Wohnhaus (1896)                | G   | Adlemsried 91 596776 / 165271        |                                                            |
| 1563       | BW   | Datei hochladen                                                 | Bauernhaus (17./18. Jh.)                 | G   | Aebnet 629 594514 / 160628           |                                                            |
| 1880       | BW   | Datei hochladen                                                 | Bauernhaus (um 1800)                     | G   | Beret 802 594553 / 158953            |                                                            |
| 2014       | BW   | Datei hochladen                                                 | Bauernhaus (1792)                        | G   | Ruhren 713 593372 / 158872           |                                                            |
| 2081       | BW   | Datei hochladen                                                 | Eisenbahnviadukt der SEZ (1900–1905)     | G   | Garstatt N.N.1 595044 / 160226       |                                                            |
| 2082       | BW   | Datei hochladen                                                 | Eisenbahnviadukt der SEZ (1900–1905)     | G   | Garstatt N.N.2 595269 / 159802       |                                                            |
| 2194       | BW   | Datei hochladen                                                 | Bauernhaus (2. Hälfte 17. Jh.)           | G   | Beret 814 594408 / 158798            |                                                            |
| 2207       | BW   | Datei hochladen                                                 | Wohnhaus (um 1800)                       | G   | Dorf 215 596393 / 164227             |                                                            |